# J0815+4729
J0815+4729，即SDSS J081554.26+472947.5的簡寫，是一顆超低金屬量的恆星，在天球上位於天貓座。J0815+4729的碳含量相對較高。J0815+4729的表面溫度6215 K，距離地球約7500光年，距離銀河系中心約33000光年。
J0815+4729的碳與鐵含量比例以對數表示（[C/Fe]）至少為5.0 dex，鐵和氫的比例（[Fe/H]）則低於–5.8 dex.。J0815+4729可能是主序星階段尚未結束的已知恆星中金屬量最低者。該恆星中的鈣含量因為星际物质中的鈣吸收譜線影響而被低估。